# Procometis oxypora
Procometis oxypora is een vlinder uit de familie dominomotten (Autostichidae). De wetenschappelijke naam is voor het eerst geldig gepubliceerd in 1908 door Meyrick.
De soort komt voor in het Afrotropisch gebied.